# Anomala triptica
Anomala triptica är en skalbaggsart som beskrevs av Ohaus 1916. Anomala triptica ingår i släktet Anomala och familjen Rutelidae. Inga underarter finns listade i Catalogue of Life.